# O Mago (livro)
O Mago  é um livro do jornalista brasileiro Fernando Morais que traz a biografia do escritor Paulo Coelho. Foi publicado em 2008. O livro tem 630 páginas, e é dividido em 30 capítulos, que revelam a trajetória de Paulo Coelho desde o seu nascimento até o momento em que foi consagrado como um escritor de best sellers, relatanto sua passagem pelo submundo das drogas, internações em manicômio, experiências homossexuais, prisão durante a ditadura militar, amores, epifanias, seu encontro com o demônio, sua parceria com Raul Seixas, viagens, recepções, até a realização de seu maior sonho: ser um escritor lido e respeitado.
1. ↑  NINA FINCO E DANILO VENTICINQUE (15 de agosto de 2014). «A biografia de Paulo Coelho chega aos cinemas». Consultado em 14 de maio de 2018